# Diéthofencarbe
Le Diéthofencarbe est un fongicide.